# Crossaster
Crossaster is een geslacht van zeesterren uit de familie Solasteridae.

## Soorten
- Crossaster borealis Fisher, 1906
- Crossaster campbellicus McKnight, 1973
- Crossaster diamesus (Djakonov, 1932)
- Crossaster helianthus Verrill, 1894
- Crossaster japonicus (Fisher, 1911)
- Crossaster multispinus H.L. Clark, 1916
- Crossaster papposus (Linnaeus, 1767) (Gestekelde zonnester)
- Crossaster penicillatus Sladen, 1889
- Crossaster scotophilus (Fisher, 1913)
- Crossaster squamatus (Döderlein, 1900)